# Quyền được yêu
Quyền được yêu (tiếng Bồ Đào Nha: Direito de Amar) là một bộ phim truyền hình thuộc thể loại telenovela của hãng truyền hình Rede Globo, do Reynaldo Boury, Jayme Monjardim và José Carlos Pieri đạo diễn, xuất phẩm năm 1987.

## Lịch sử
Truyện phim dựa theo tiểu thuyết Nàng dâu bí ẩn (A noiva das trevas) của nữ văn sĩ Janete Clair.

## Nội dung
Rio de Janeiro những năm đầu thế kỷ XX, nhà tư bản công nghiệp Augusto Medeiros (Ednei Giovenazzi) buộc phải gả cô con gái độc nhất Rosália (Glória Pires) cho Francisco de Montserrat - một chủ nhà băng độc đoán, gần bằng tuổi cha cô - vì một khoản nợ. Nhưng tình yêu đã đến với Rosália vào cái đêm đón năm mới 1900, cô đã gặp anh chàng Adriano (Lauro Corona) - một bác sĩ vừa mới tốt nghiệp ẩn sau chiếc mặt nạ hóa trang, mà không hay biết, Adriano là con trai độc nhất của ông Francisco de Montserrat.
Trong khi đó, Francisco đang phải chăm sóc một người đàn bà bí ẩn, vốn bị cho là điên. Joana (Ítala Nandi), được cho là đã mất trí từ lâu, bị giam lỏng trong một căn phòng ở khu dinh thự của Francisco - người đàn bà ấy biết rất rõ về quá khứ đen tối của ông ta. Sự thật dần dần hé lộ, Joana chính là vợ trước của Francisco - mặc dù ông ta tuyên bố đã góa vợ. Sau cùng thì ông chủ nhà băng cũng phải đối mặt với đối thủ năm xưa của mình, bác sĩ Jorge Ramos (Carlos Zara), người tình trong quá khứ và tâm tưởng của Joana. Bên cạnh đó, ông bác sĩ liêm khiết ấy đã gây sức ảnh hưởng lớn đến Adriano - kết quả của mối tình vụng trộm giữa Joana và Jorge - ngay cả trong sự lựa chọn nghề nghiệp của chàng.

## Kĩ thuật
Phim được quay chủ yếu tại Rio de Janeiro.

### Sản xuất
- Phục trang: Paulo Lóes

### Diễn xuất
- Glória Pires... Rosália Alves Medeiros
- Lauro Corona... Adriano Monserrat
- Carlos Vereza... Francisco de Monserrat
- Ítala Nandi... Joana/Bárbara/Nanette
- Carlos Zara... Bác sĩ Jorge Ramos
- Cissa Guimarães... Paula Alves Barbosa
- Ester Góes... Leonor Alves Medeiros
- Ednei Giovenazzi... Augusto Medeiros
- Célia Helena... Berenice Reis (Berê)
- Rogério Márcico... Raimundo Reis
- Suzana Faini... Mercedes
- Yolanda Cardoso... Catarina Alves Barbosa
- Elias Gleiser... Manel Barbosa
- Cristina Prochaska... Carola
- Older Cazarré... Giám mục Inácio
- Priscila Camargo... Alice
- Rômulo Arantes... Nelo
- João Carlos Barroso... Danilo
- Rosana Garcia... Marizé
- Narjara Turetta... Mariana
- Luisa Thiré... Marinês
- Betty Gofman... Tonica
- Tim Rescala... Bodoque (Teotônio Andrade da Silva)
- Cinira Camargo... Esmeralda
- Carlo Briani... Rogério Reis
- Luca de Castro... Juca
- Felipe Donavan... Tufi
- Carlos Gregório... Cirineu Farfan
- Francisco Milani... Veiga

## Nhạc nền
- "Iluminados" - Ivan Lins
- "Sei de Cor" - Maria Bethânia
- "Olha" - Milton Nascimento
- "Minha Pequena Princesa" - Mú
- "Bougainvilles" - Carla Daniel
- "Boêmio" - Emílio Santiago
- "Por Toda a Minha Vida" - Gisele
- "Suite From Madalena (The Emerald)" - André Kosteleinetz
- "Das Dores de Oratórios" - João Bosco
- "Fada Noturna" - Cláudia Raia
- "Guardião" - João Caetano
- "Dias de Lua" - Cláudio Cartier
- "Bons Tempos" - Lula Barbosa
- "Cumprimentos Ao Novo Século" - Odette Ernest Dias

## Hình ảnh

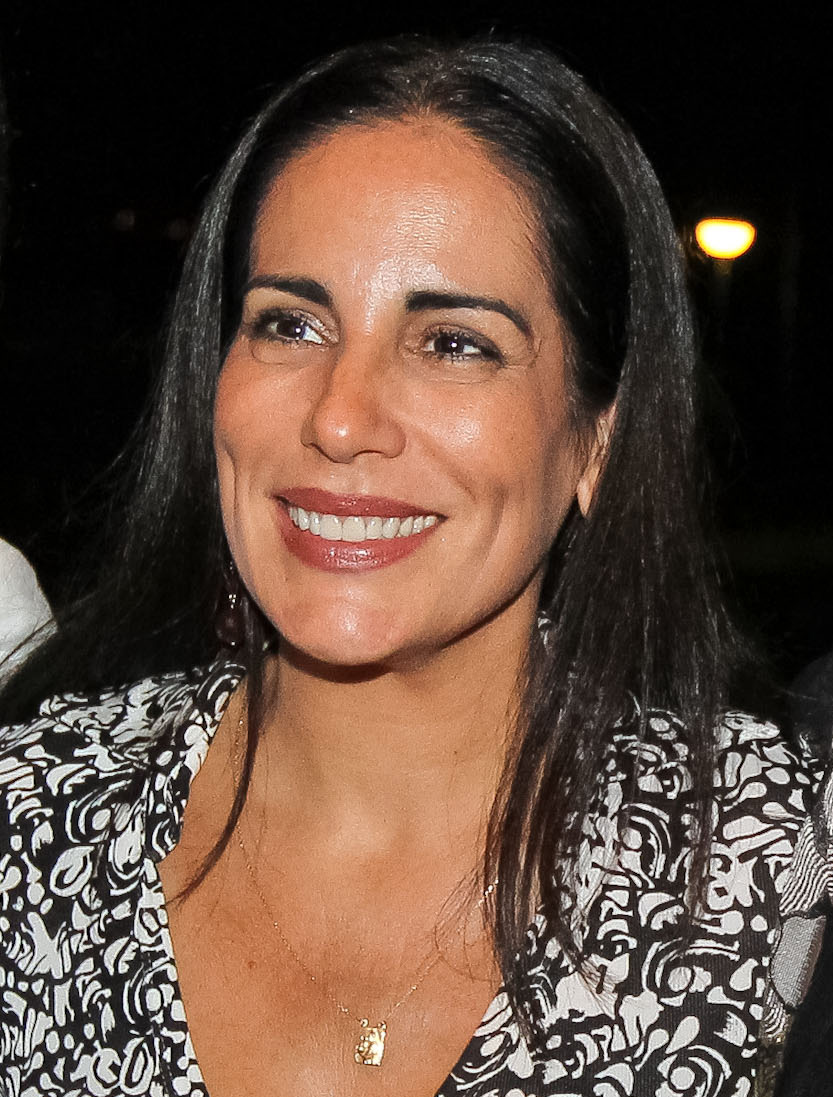
Glória Pires interpretou a protagonista Rosália
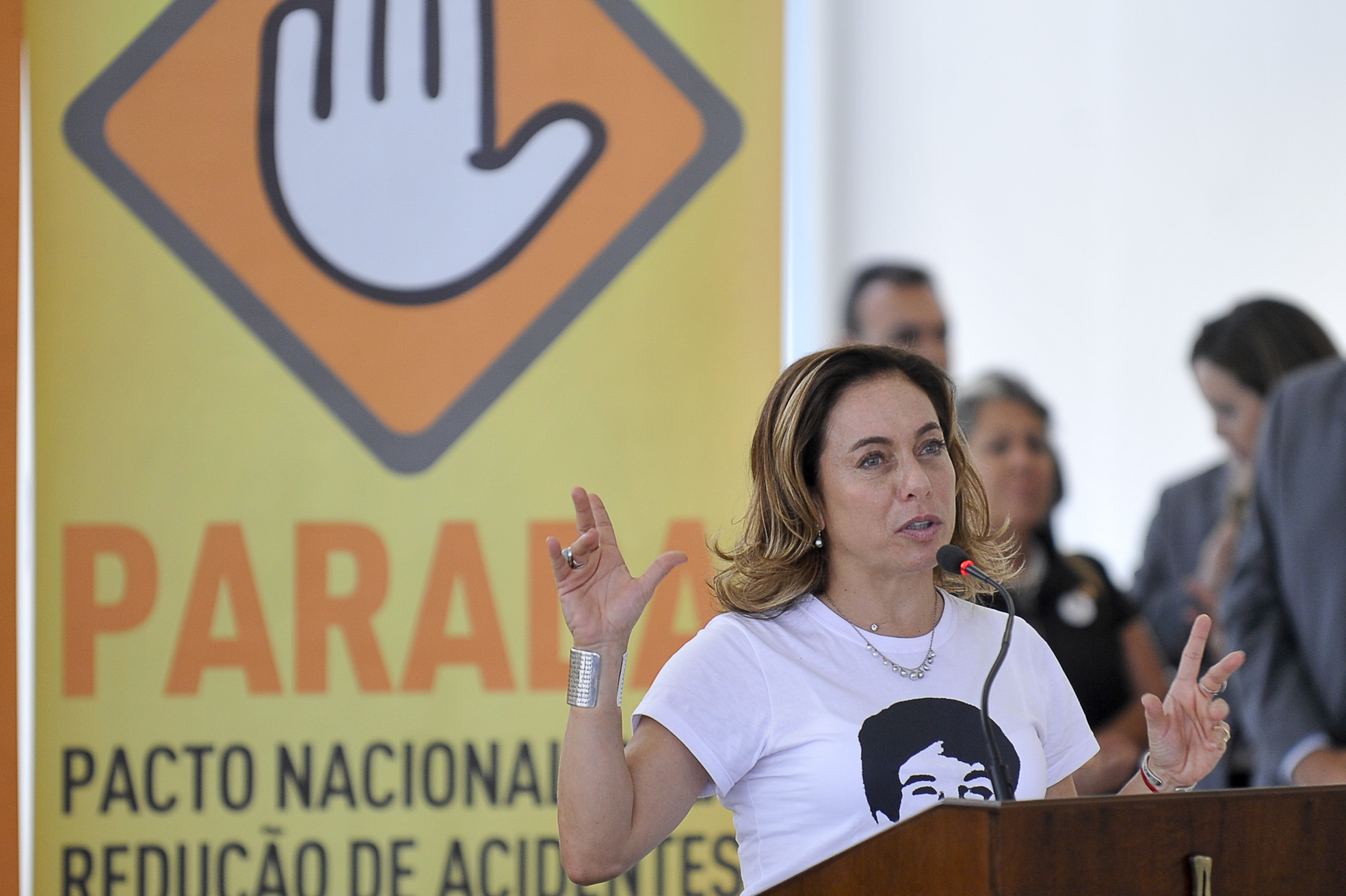
Lauro Corona interpretou o protagonista Adriano de Monserrat
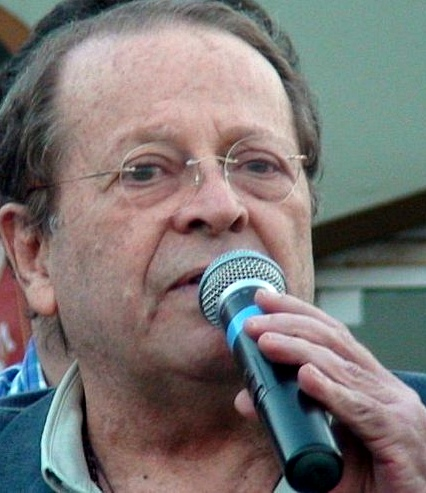
Carlos Vereza interpretou o grande vilão Senhor de Monserrat
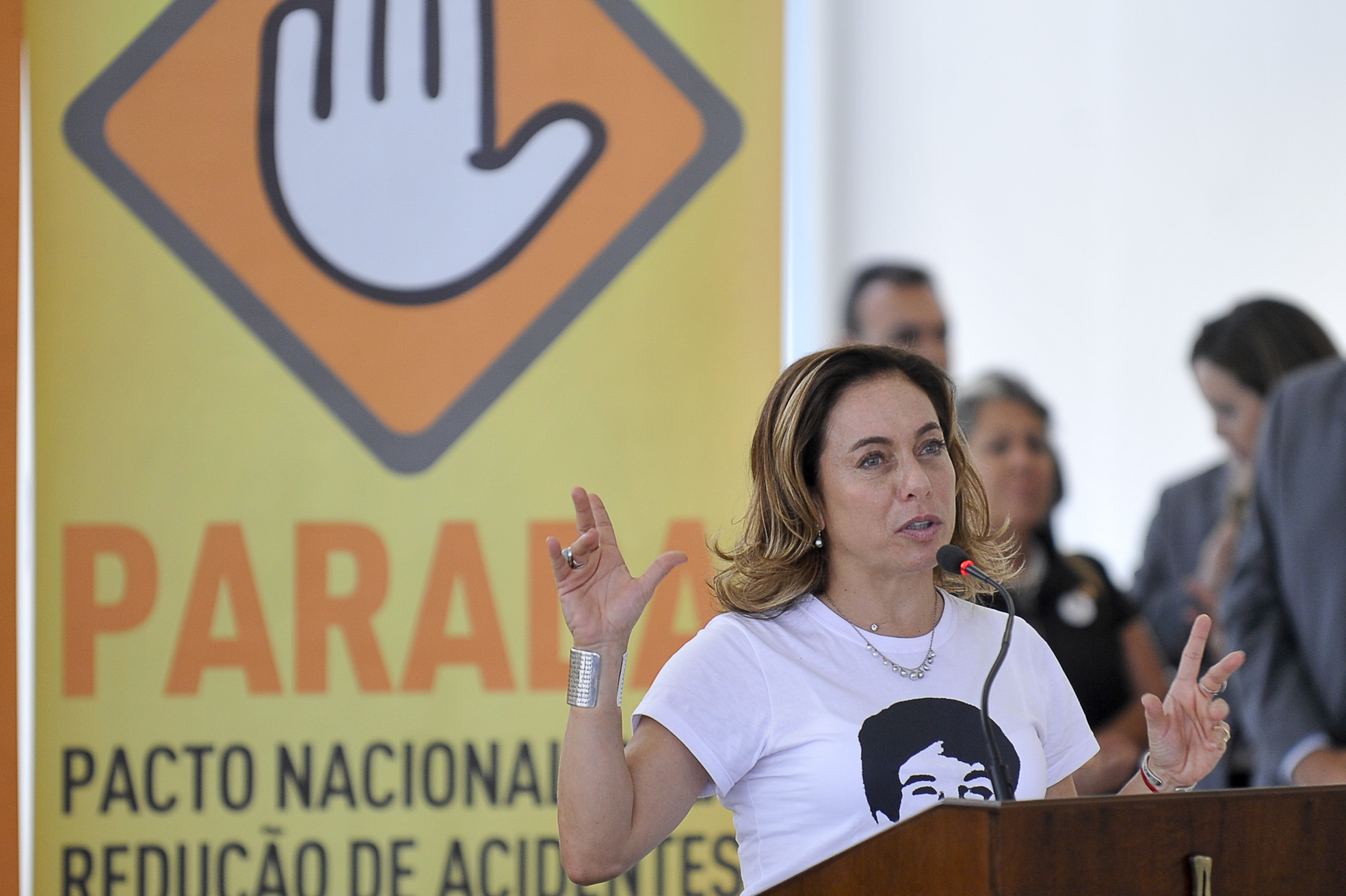
Cissa Guimarães interpretou a vilã Paula
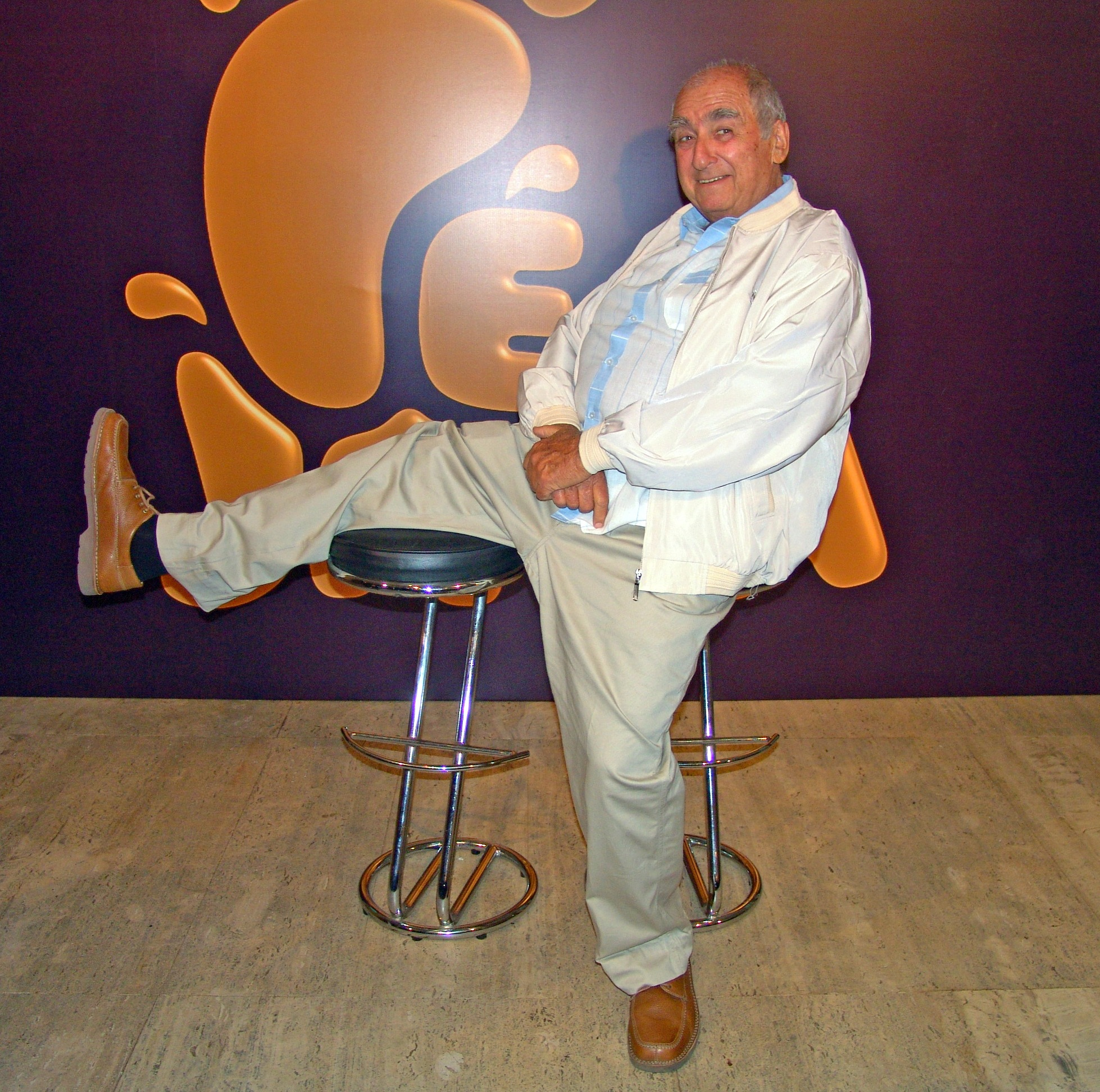
Elias Gleiser interpretou o comerciante Manel Barbosa